# Вртешка (ТВ филм из 1986)
Вртешка је југословенски ТВ филм из 1986. године. Режирао га је Божидар Матковић а сценарио је написао Артур Сниклер

## Улоге
| Глумац             | Улога |
| ------------------ | ----- |
| Јован Антић        |       |
| Тања Бошковић      |       |
| Горан Букилић      |       |
| Бранко Ђурић       |       |
| Свјетлана Кнежевић |       |
| Даница Максимовић  |       |
| Злата Нуманагић    |       |
| Миленко Павлов     |       |
| Тихомир Станић     |       |